# Olga Krona

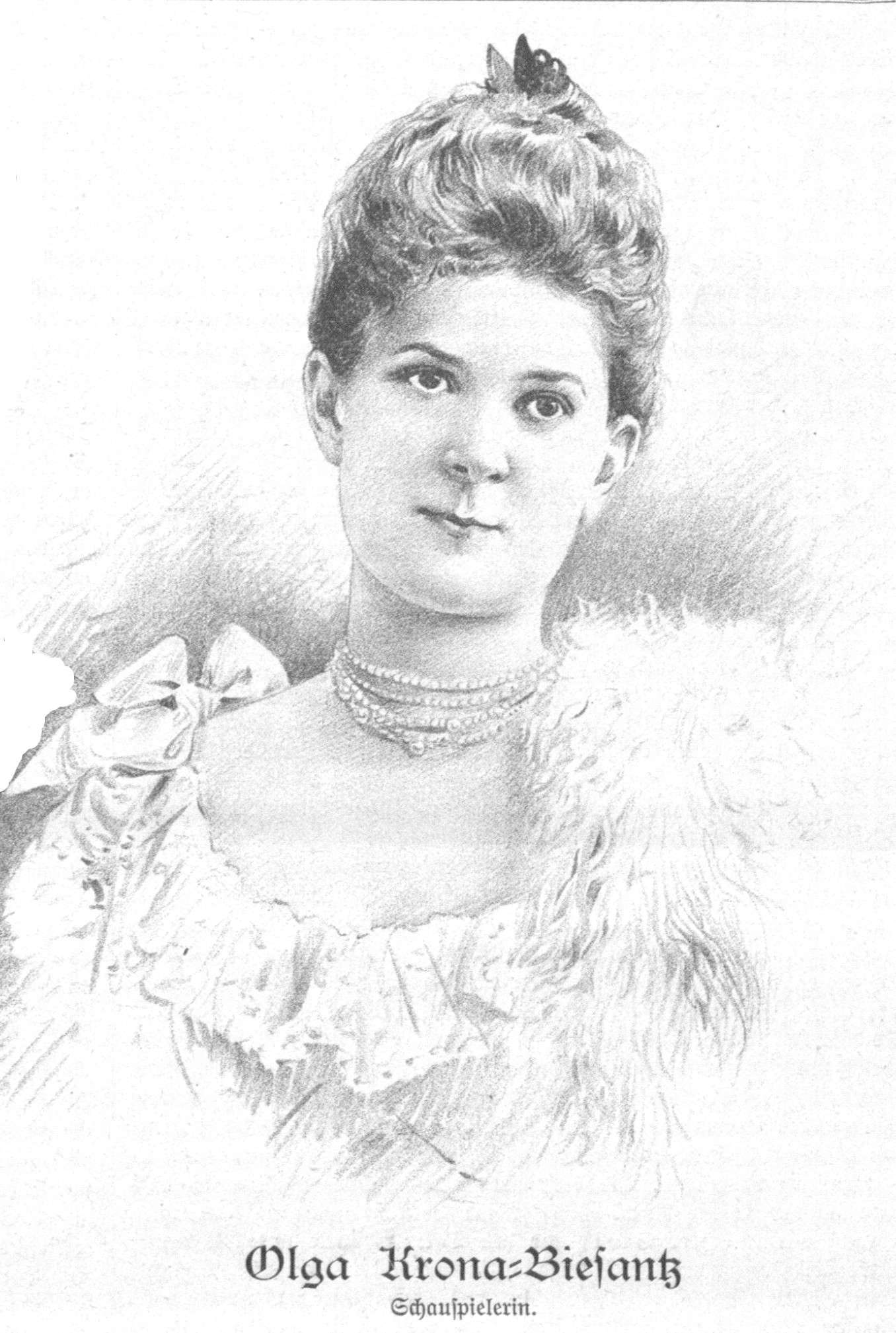
Olga Krona im Jahre 1899

Olga Krona, geborene Olga Johanna Marie Kowala, verheiratete Olga Biesantz, auch Olga Biesantz-Krona (19. Februar 1873 in Groß-Wartenberg – 7. Juli 1951 in Gausbach) war eine Theaterschauspielerin.

## Leben
Krona war von 1896 bis 1898 in Düsseldorf engagiert, 1899 und 1900 am Hoftheater Meiningen und trat 1901 in den Verband des Stadttheaters in Brünn. Sowohl in der Klassik wie im modernen Stück erzielte sie Beifall, so als „Louise“, „Desdemona“, „Käthe“ in „Liebesheirat“ etc. 
1904 spielte Biesantz-Krona am Stadttheater Essen in Die Dame vom See und in Hedda Gabler.
Verheiratet war sie mit ihrem Schauspielkollegen Albert Biesantz.

## Nachweise
1. ↑  Standesamt Wiesbaden: Heiratsregister. Nr. 13/1899.
2. ↑  Evangelisches Kirchenbuch Gausbach (Beerdigungen). S. 43/44.
3. ↑  „Die Meerfrau“ in der Nasjonalbiblioteket
4. ↑  „Hedda Gabler“ in der Nasjonalbiblioteket

Dieser Artikel basiert auf einem gemeinfreien Text aus Ludwig Eisenbergs Großem biographischen Lexikon der deutschen Bühne im 19. Jahrhundert, Ausgabe von 1903.
| Personendaten    | Personendaten                                                                                       |
| ---------------- | --------------------------------------------------------------------------------------------------- |
| NAME             | Krona, Olga                                                                                         |
| ALTERNATIVNAMEN  | Kowala, Olga Johanna Marie (Geburtsname); Biesantz, Olga; Biesantz-Krona, Olga (vollständiger Name) |
| KURZBESCHREIBUNG | Theaterschauspielerin                                                                               |
| GEBURTSDATUM     | 19. Februar 1873                                                                                    |
| GEBURTSORT       | Groß-Wartenberg                                                                                     |
| STERBEDATUM      | 7. Juli 1951                                                                                        |
| STERBEORT        | Gausbach                                                                                            |